# Diamond DA42
Dimensions
Le Diamond Aircraft DA42 Twin Star est un avion léger autrichien dérivé du monomoteur Diamond DA40D. Il fut le premier bimoteur à utiliser une motorisation diesel fonctionnant également au kérosène : l'avantage étant une consommation très faible (environ 18 litres/h/moteur). Ses coûts d'exploitation ont permis de faire apparaître un nouveau service d'avion taxi à faible coût soit environ trois fois moins cher que les anciens avions d'affaires.

## Conception

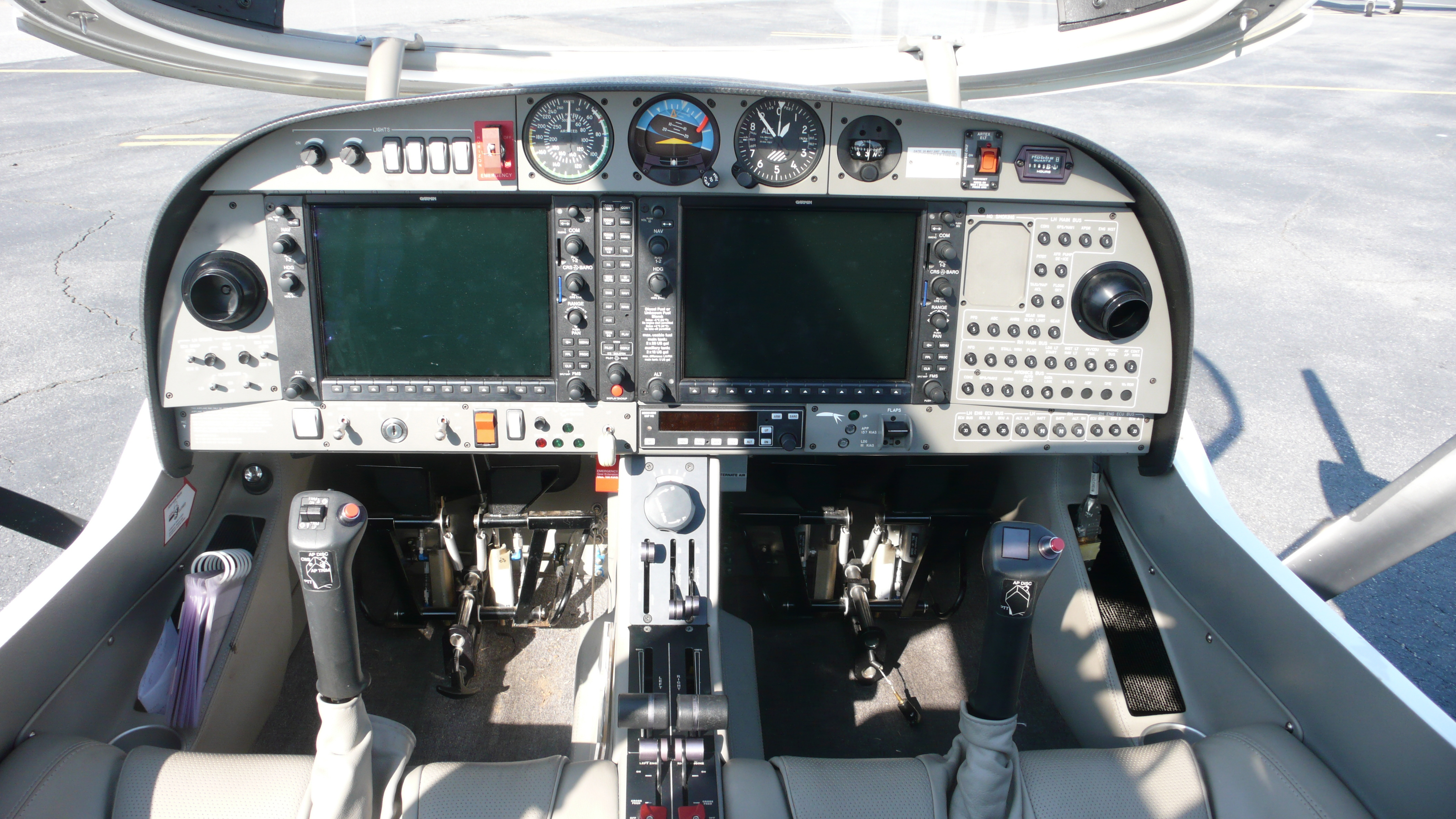
Cockpit du DA 42 avec tableau de bord G1000.

La décision de construire le DA-42 fut prise en novembre 2001 et l'assemblage commença en mars 2002. Le prototype fut exposé au salon aéronautique international de Berlin du 6 au 12 mai 2002 et sa construction fait largement appel aux matériaux composites. Le premier prototype DA42-V1 (immatriculé OE-VPS) effectua son premier vol le 9 décembre 2002 suivi du second, DA42-V2 (OE-VDA), en octobre 2003. Les prototypes no 3 et 6 servirent eux aux essais statiques. Le DA42-P4 effectua son premier vol le 29 avril 2004 et fut exhibé au salon de Berlin en mai de la même année.
Le pilote d'essai français Gérard Guillaumaud (en) effectua le premier vol transatlantique d'un avion à moteur diesel de l'aviation générale à bord du DA-42, lors du vol de convoyage de retour du meeting aérien d'Oshkosh le 16 août 2004.
Le DA-42 a reçu sa certification AESA le 13 mai 2004 et la certification de la FAA le 22 juillet 2005. Quant à la livraison du premier appareil à un client, elle eut lieu le 24 mars 2005.

## Description
Le DA42 est un bimoteur quadriplace à ailes basses et empennage en T. Il est doté d'un train d'atterrissage tricycle rétractable électro-hydrauliquement qui est équipé d'amortisseurs oléo-pneumatiques et de freins hydrauliques.
D'une envergure de 13,56 m il possède un allongement de 10 et une finesse de 22. L'appareil est construit en fibre de carbone et reçoit une finition de surface de type planeur qui lui permet de compenser une motorisation plutôt faible.
Sa motorisation est composée de deux moteurs diesel entraînant des hélices tripales. Les moteurs sont actionnés par deux manettes couplées à un Fadec. Il peut emporter 197 l de carburant dans les ailes dont 189 l utilisables. Il peut en outre recevoir en option un réservoir complémentaire de 104 l.
Son prix unitaire pour la version de base est de 405 625 €.

## Variantes

### DA42-TDI Twin Star ou D42D
Le DA-42-TDI constitue la version de base propulsée par des moteurs Diesel turbocompressés Thielert Centurion 2.0 (auparavant des Centurion 1.7).

### DA42-360 Twin Star ou D42L
Le DA42-360 résulte de la conversion du DA42-V1 avec un moteur Textron Lycoming IO-360-M1A de 180 ch entraînant une hélice bipale. Cet appareil effectua son premier vol le 16 avril 2004. Un second prototype fut construit (immatriculé OE-VDC), il vola le  18 décembre 2008. La version de série fut équipée d'une hélice tripale en composite.

### DA42 VI
En 2010, devant la demande de la clientèle, Diamond Aircraft décide d'entamer le développement d'une ultime version (civile) de son DA 42 dans le but d'augmenter la vitesse de croisière. En résulte le DA42 VI : des améliorations notables au niveau aérodynamique (nouvelles nacelles moteurs avec entrées d'air redessinées, nouvelles hélices MT-Propeller, nouvelle dérive,de nouveaux moteurs diesels développant chacun 168 ch, désormais produits par Diamond : les Austro Engine AE300 ; ainsi qu'un gain de poids de 40 kg. Ainsi, la VNE au niveau de la mer est fixée à 188 kts (348 km/h) et la vitesse de croisière à 16 000 ft est de 193 kts (357 km/h). La charge utile passe, elle, à 490 kg. Les versions plus anciennes restent tout de même au catalogue.

### DA42 MPP
La version MPP (Multi-Purpose Plateform) est destinée à servir de plate-forme volante pour des équipements de surveillance ou de mesure. Il peut ainsi recevoir deux types de nacelles de nez dont la plus grande mesure 67 cm de long sur 71 cm de haut et peut contenir une charge de 80 kg. Il peut aussi être équipé d'une nacelle ventrale de 51 cm de large sur 251 cm de long supportant une charge de 100 kg. Ces différentes nacelles peuvent emporter différents capteurs de surveillance (caméras) et de mesure (lasers, etc.). Il est en outre proposé en option, un réservoir de 310 l portant son autonomie à 12,5 h, une installation fixe d'oxygène et un système de dégivrage.
Il se distingue de la version d'origine par une verrière bombée permettant le port d'un casque et par des winglets inversés sur le plan horizontal afin de compenser le poids des nacelles.
Le coût de cet appareil est d'environ 740 000 € HT. Le premier appareil produit fut livré le 13 novembre 2007 à RIEGL Laser Measurement Systems GmbH en tant que client démonstrateur dans le but de promouvoir la surveillance aérienne et de tester et développer la technologie laser.

### DA42 OPALE
Le DA42 OPALE (Optional Piloted Surveillance and Reconnaissance System) est une version dérivée du DA42 MPP développée en partenariat avec Rheinmetall Defence Electrinics GmbH. Il est destiné à la surveillance des frontières, du littoral ou encore des parcelles cultivées. Pour ce faire, il est équipé d'une caméra gyrostabilisée dans le nez, d'une liaison de données descendante par microondes d'une portée de 200 km, d'une liaison de données par satellite pour les commandes et divers capteurs spécifiques.
Cette version peut être pilotée ou dirigée depuis une station au sol comme un drone.

### DA42(AC)
Version produite au Canada.

## Utilisateurs
En 2019, plus de 1 000 appareils avaient été livrés dans le monde dont environ la moitié en Europe.

### Sources
- Jane's Handbook
- Gil Roy, « DA42MPP, une plate-forme légère multirôle », Air et Cosmos, no 2067,‎ 2 mars 2007, p. 24 (ISSN 1240-3113)
- Magazine Aviation et Pilote numéro 462